# Berry Peritz
Bernhard «Berry» Peritz (*  11. April 1911 in Rumänien; † 11. Februar 2000 in Zürich) war ein Schweizer Jazzmusiker (Schlagzeug, Bandleader), der als der «Gene Krupa der Schweiz» galt.

## Leben und Wirken
Peritz, der zunächst in Zürich und dann in den Vereinigten Staaten aufwuchs, kam mit seiner Familie 1923 wieder in die Schweiz zurück, zunächst nach Basel, dann nach Zürich. Er interessierte sich zunächst für Fussball, nahm dann Klavierunterricht, bevor er sich für das Schlagzeugspiel entschied und eine kaufmännische Lehre absolvierte. Daneben spielte er als Schlagzeuger in verschiedenen Amateurbands.
Im Mai 1934 wirkte Peritz als Ersatz für den erkrankten Nesty Frey bei einem zweimonatigen Gastspiel bei den von Walter Baumgartner geleiteten, «Magnolians» mit, in der auch sein Bruder Hugo Peritz als Saxophonist und Violinist spielte. Auch in der Schweiz spielte er mit den «Magnolians», bevor er mit Eddie Brunner ein Orchester gründete, das sechs Monate in Lausanne auftrat. 1937 trat er mit einer gemeinsam mit Ernest Berner geleiteten Band mit Coleman Hawkins auf, mit der auch Schallplatten entstanden. Bis September 1939 gehörte er dann zu Fred Böhlers Quartett. Im selben Jahr kam es auch zu Aufnahmen mit Teddy Stauffer. Danach gründete er, zusammen mit seinem Bruder, das populäre Ensemble «The Berry’s», die er nach dem Ausscheiden von Hugo Peritz 1947 noch bis 1955 leitete und mit der zahlreiche Aufnahmen entstanden. Mit dem Piero Paganelli Trio begleitete er 1958 Flavio Ambrosetti. 1964 spielte er mit eigenem Orchester auf der Expo 64. Später trat er im Duo mit Dennis Armitage oder anderen Pianisten auf, bis er sich aus gesundheitlichen Gründen aus dem Musikleben verabschieden musste.